# قرار مجلس الأمن التابع للأمم المتحدة رقم 1003
قرار مجلس الأمن التابع ل الأمم المتحدة 1003، المعتمد في 5 يوليو 1995، بعد إعادة تأكيد جميع القرارات المتعلقة بالحالة في يوغوسلافيا السابقة، ولا سيما القرارات 943 (1994) و970 (1995) و988 (1995)، التدابير التي اتخذتها جمهورية يوغوسلافيا الاتحادية (صربيا والجبل الأسود) لمواصلة إغلاق الحدود مع البوسنة والهرسك، ولذلك فإنه مدد الوقف الجزئي للجزاءات المفروضة على صربيا والجبل الأسود لمدة 75 يوما إضافية حتى 18 سبتمبر 1995.
ولوحظ أن الحدود لا تزال مغلقة، باستثناء الإغاثة الإنسانية وجهود صربيا والجبل الأسود في هذا الصدد. وأكد المجلس على الأهمية التي يعلقها على عدم تقديم المساعدة العسكرية إلى القوات الصربية البوسنية. وفي الوقت نفسه، أُعرب عن الترحيب بتبسيط الإجراءات التي اعتمدتها اللجنة المنشأة بموجب القرار 724 (1991) بشأن طلبات المساعدة الإنسانية المشروعة وإعادة الشحن على نهر الدانوب.
وبموجب الفصل السابع من ميثاق الأمم المتحدة، تم تعليق الجزاءات الدولية المفروضة على صربيا والجبل الأسود حتى 18 سبتمبر 1995. ودعا القرار أيضا إلى الاعتراف المتبادل بين دول يوغوسلافيا السابقة، على أن يكون الاعتراف بين البوسنة والهرسك وصربيا والجبل الأسود خطوة أولى هامة في العملية. وستظل الحالة قيد الاستعراض باستمرار من جانب مجلس الأمن.
تم اعتماد القرار 1003 بأغلبية 14 صوتا مقابل لا شيء، مع امتناع روسيا عن التصويت.

## وصلات خارجية
- نص القرار في undocs.org